# Micondó
Micondó est une localité de Sao Tomé-et-Principe située au nord de l'île de Sao Tomé, dans le district de Cantagalo. C'est une ancienne roça.

## Population
Lors du recensement de 2012, 872 habitants y ont été dénombrés.

## Roça
La casa principal de la roça a été transformée en un centre de préservation et d'observation des tortues marines.